# Jared Potter Kirtland

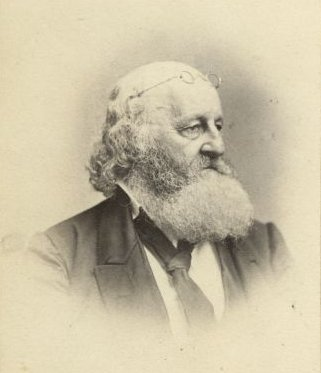
Jared Potter Kirtland 1866

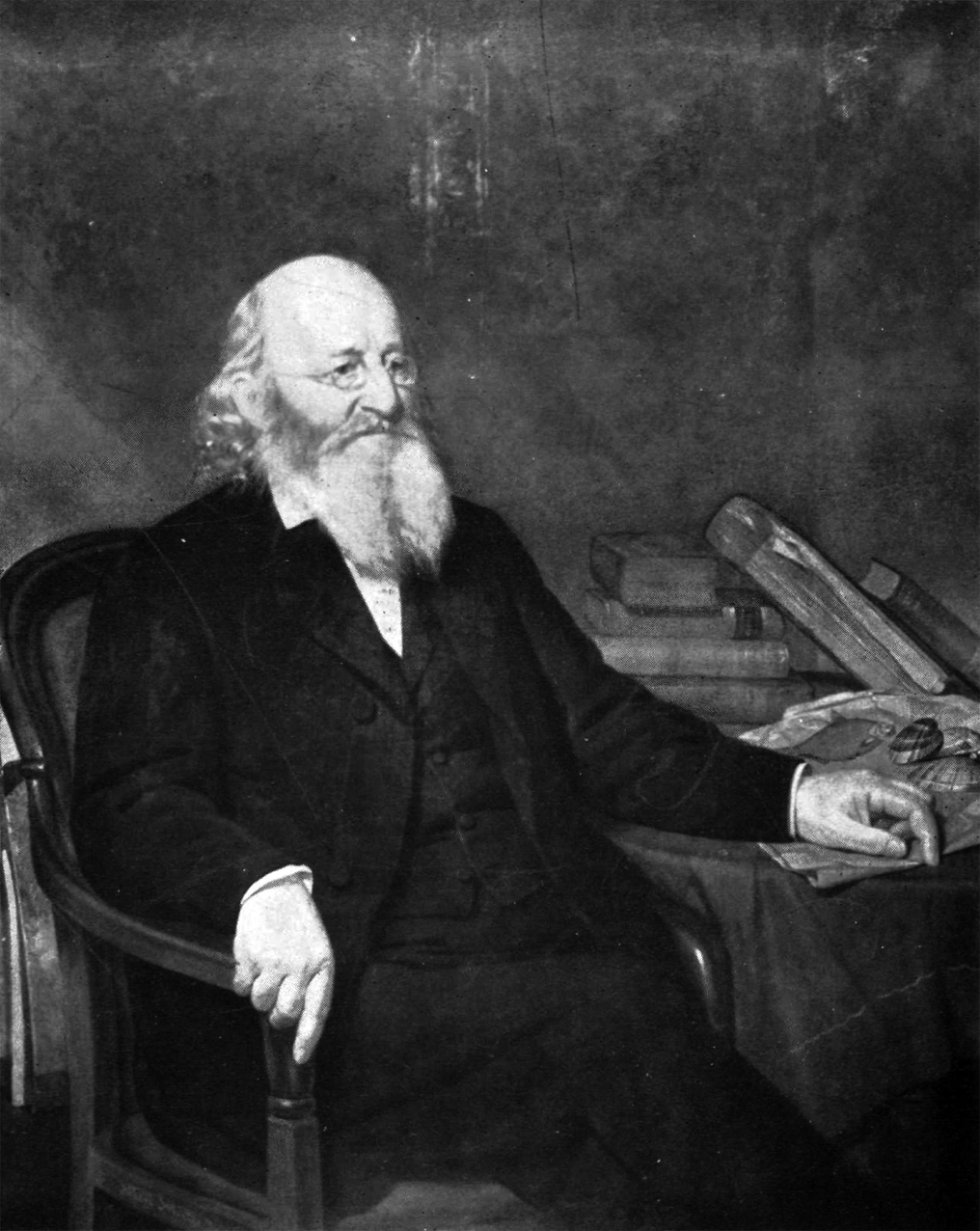
Jared Potter Kirtland 1870

Jared Potter Kirtland (* 10. November 1793 in Wallingford, Connecticut; † 10. Dezember 1877 in East Rockport (heute Lakewood), Ohio) war ein US-amerikanischer Arzt, Politiker und Naturforscher (insbesondere Zoologe).
Jared Kirtland, Sohn eines Immobilienhändlers, wuchs teilweise bei seinem Großvater Jared Potter († 1811) auf, einem Landarzt, der ihm mit seinem Erbe auch das Medizinstudium finanzierte, zunächst bei bekannten Ärzten der Region. Kirtland war 1813 der erste Student, der sich am Yale College für Medizin einschrieb, weil das eigentlich von seinem Großvater geplante Studium in Edinburgh wegen des Britisch-Amerikanischen Kriegs nicht begonnen werden konnte. Außerdem wurde Kirtland von dem Chemiker Benjamin Silliman und dem Botaniker Ives ausgebildet. Kirtland wechselte dann kurzzeitig an die University of Pennsylvania in Philadelphia, bevor er 1815 in Yale sein Studium mit dem M.D. abschloss.
Nach seinem Studienabschluss praktizierte Kirtland zunächst in Wallingford, bevor er 1818 nach Durham, Connecticut, ging. Nach dem Tode seiner Frau 1823 siedelte er nach Poland, Ohio, über, wo sein Vater lebte. Hier wurde Kirtland dreimal in die State Legislature von Ohio gewählt (Ohio General Assembly). 1837 erhielt er eine Professur für Medizin am Ohio Medical College (heute University of Cincinnati) in Cincinnati, die er bis 1842 innehatte. Von 1843 bis 1864 war er Professor am neugegründeten Cleveland Medical College (heute Case Western Reserve University) in Cleveland.
1855 wurde Kirtland in die American Academy of Arts and Sciences gewählt, 1865 in die National Academy of Sciences, 1875 in die American Philosophical Society. Von 1845 bis 1865 war er Gründungspräsident der Cleveland Academy of Sciences, die 1865 in Kirtland Society of Natural History umbenannt wurde und schließlich im Cleveland Museum of Natural History aufging. 1861 erhielt Kirtland ein Ehrendoktorat des Williams College.
Neben seinem medizinischen Wirken machte sich Kirtland als Naturforscher einen Namen. Er wirkte ab 1837 unter William Williams Mather am Geological Survey of Ohio mit, für das er alle Säugetiere, Vögel, Reptilien, Fische und Schnecken von Ohio beschrieb, darunter zahlreiche Erstbeschreibungen, zum Beispiel der Nordamerikanische Bachstichling und der Amerikanische Hundsfisch (beide 1840). Kirtland machte sich außerdem um Imkerei, Gartenbau und Landwirtschaft von Ohio verdient. Der Michiganwaldsänger (Kirtland’s warbler, Dendroica kirtlandii) und eine Wassernatter (Kirtland’s snake, Clonophis kirtlandii) sind nach ihm benannt.
Kirtland war seit 1814 mit Caroline Atwater verheiratet. Das Paar hatte drei Kinder. Seine Frau und eine Tochter starben 1823, nur eine Tochter erreichte das Erwachsenenalter. 1825 heiratete er Hannah F. Toucey, diese Ehe blieb kinderlos. Jared Kirtland starb 1877. Sein Grab befindet sich auf dem Lake View Cemetery in Cleveland.